# Participación de Alemania en la guerra civil española
La participación alemana en la guerra civil española comenzó con el estallido de la guerra civil española en julio de 1936, con Adolf Hitler enviando inmediatamente poderosas unidades aéreas y blindadas para ayudar a su amigo Francisco Franco y a sus fuerzas nacionalistas. La Unión Soviética envió fuerzas más pequeñas pero con mucho armamento moderno 
para ayudar al gobierno republicano, mientras que Gran Bretaña y Francia y otras dos docenas de países establecieron un embargo sobre cualquier munición o soldado a España. La Alemania nazi también firmó el embargo pero simplemente lo ignoró.
La guerra proporcionó al ejército alemán experiencia de combate con la última tecnología. Sin embargo, la intervención también supuso el riesgo de convertirse en una guerra mundial para la que Hitler no estaba preparado. Por ello, limitó su ayuda y, en su lugar, animó a Benito Mussolini a enviar grandes unidades de la Italia fascista. Los nacionalistas de Franco salieron victoriosos; permaneció oficialmente neutral en la Segunda Guerra Mundial, pero ayudó al Eje de diversas maneras desde 1940 hasta 1943, ofreciendo incluso unirse a la guerra el 19 de junio de 1940 a cambio de ayuda para construir el imperio colonial de España. El episodio español duró tres años y fue un preludio a menor escala de la guerra mundial que estalló en 1939.
El apoyo nazi al general Franco estuvo motivado por varios factores, entre ellos como distracción de la estrategia de Hitler en Europa central, y la creación de un estado español amigo de Alemania para amenazar a Francia. Además, proporcionó una oportunidad para entrenar a los hombres y probar el equipo y las tácticas.

## Operaciones militares

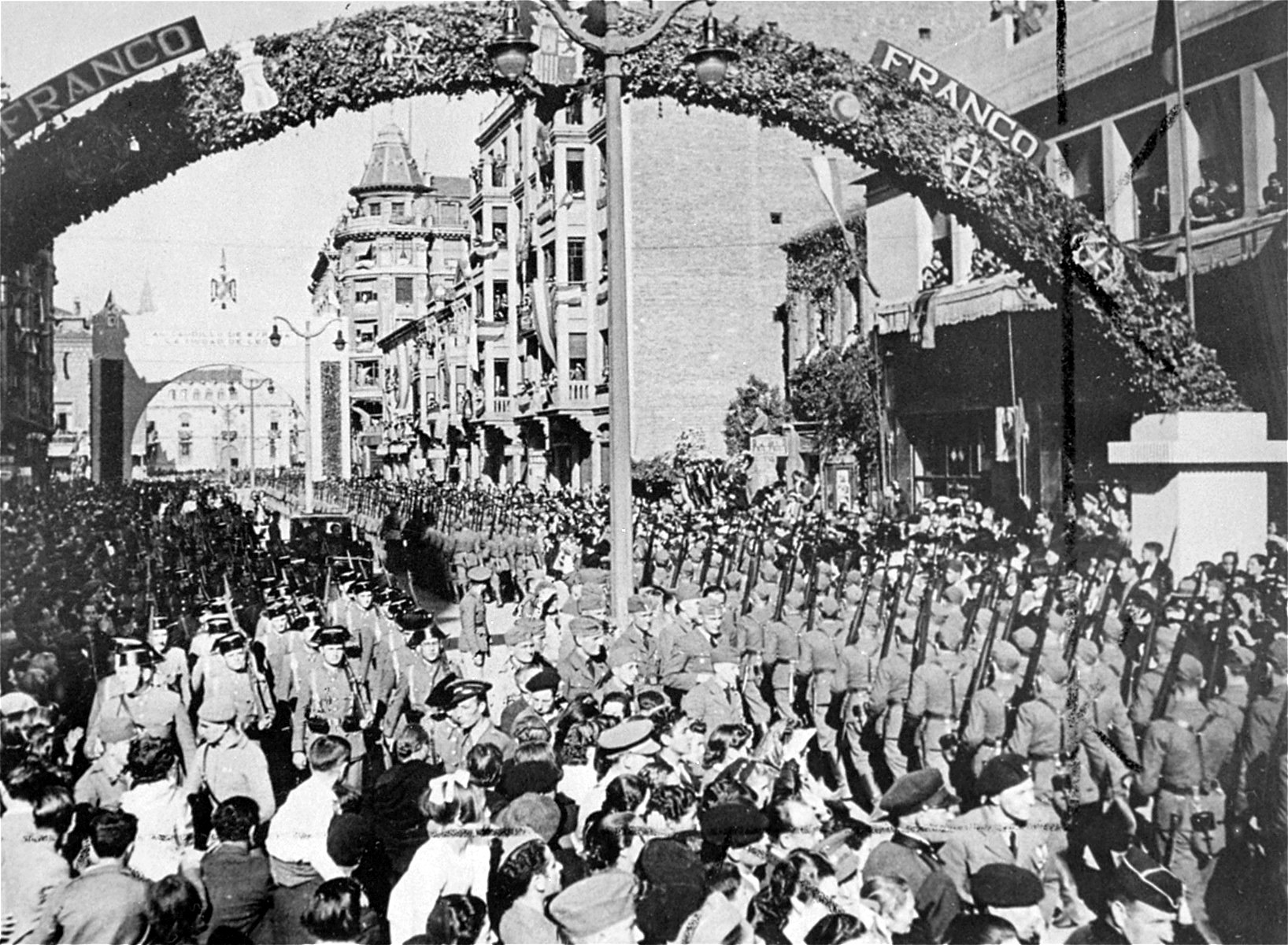
Imagen de la Legión Cóndor alemana en un desfile en honor a Franco en León

Hitler decidió apoyar a los nacionalistas en julio de 1936. La fuerza aérea alemana fue utilizada para llevar el Ejército de África a España. Una Sociedad Hispano-Marroquí de Transportes (HISMA) hispano-alemana y una compañía enteramente alemana, la "Compañía de Compra de Materias Primas y Bienes" (ROWAK) fueron establecidas. Los transportes alemanes trasladaron cerca de 2.500 tropas del Marruecos español a España.
La intervención temprana contribuyó a asegurar el éxito de los nacionalistas en las fases iniciales de la guerra. El entrenamiento que proporcionaron a los nacionalistas resultó tan valioso, o más, que las acciones directas. Del 29 de julio al 11 de octubre los alemanes transportaron 13.523 tropas marroquíes y 270.100 kilos de material de guerra desde Marruecos a Andalucía; y fueron las fuerzas africanas de Franco, así transportadas y abastecidas, un factor decisivo en la guerra. Alemania firmó el Acuerdo de no intervención el 24 de agosto de 1936, pero lo incumplió sistemáticamente.
Después de un Ataque aéreo republicano contra el buque de guerra alemán Deutschland, Alemania e Italia dijeron que se retirarían del Comité de No Intervención y de las patrullas marítimas. A principios de junio de 1937, Alemania e Italia volvieron a formar parte del comité y de las patrullas, pero se retiraron de las mismas tras un nuevo ataque. Los militares alemanes en España, que más tarde fueron reorganizados y rebautizados como Legión Cóndor, afirmaron haber destruido un total de 372 aviones de la Republicana y 60 barcos de la Armada Republicana Española. Perdieron 72 aviones por acciones hostiles y otros 160 por accidentes. La ayuda alemana a los nacionalistas ascendió a aproximadamente 43.000.000 de libras (215.000.000 de dólares) a precios de 1939.
Las tripulaciones aéreas alemanas apoyaron el avance nacionalista sobre Madrid y el alivio del sitio del Alcázar de Toledo. Los aviones de la Legión Cóndor iban acompañados de dos unidades blindadas. A finales de 1936, había 7.000 alemanes en España. Los nacionalistas recibieron el apoyo de unidades y equipos alemanes durante la batalla de Madrid y durante la batalla del Jarama de febrero de 1937. Los combates demostraron la insuficiencia de la aviación de la Legión en comparación con los superiores cazas de fabricación soviética. La guerra del Norte fue apoyada por una Legión Cóndor en constante reequipamiento.
En el Operación Rügen, oleadas de aviones bombardearon y ametrallaron objetivos en Guernica dejando 1.685 muertos y más de 900 heridos. La ofensiva sobre Bilbao fue apoyada por unidades terrestres y amplias operaciones aéreas. Demostró la valía de la Legión para la causa nacionalista. La Legión también participó en la batalla de Brunete y tanto las fuerzas terrestres como las aéreas participaron en la batalla de Teruel. Durante la contraofensiva de los nacionales se lanzaron hasta 100 salidas diarias. La continua ofensiva nacional sobre Aragón en abril-junio de 1937, incluyendo la Batalla de Belchite, implicó bombardeos y el uso de las fuerzas terrestres de la Legión.
El 24 y 25 de julio, el Ejército Popular de la República lanzó la batalla del Ebro. Las unidades de reconocimiento de la Legión Cóndor advirtieron a las fuerzas nacionales, pero no se les hizo caso. 422 salidas de la aviación de la Legión tuvieron un efecto considerable. Un refuerzo de la Legión permitió un importante contraataque nacionalista. En el mar, la Staffel de la Legión Cóndor actuó contra la navegación republicana, los puertos, las comunicaciones costeras y ocasionalmente contra objetivos interiores. El Grupo Alemán del Mar del Norte alrededor de España, parte de la Kriegsmarine', estaba formado por los acorazados de bolsillo Deutschland y Almirante Scheer, el crucero ligero Köln, y cuatro torpederos. Además, la Operación Úrsula vio a un grupo de submarinos alemanes activos alrededor de España, pero finalmente fue un fracaso.

## Motivación y voluntarios
En los años posteriores a la guerra civil española, Hitler dio varios motivos posibles para la participación alemana. Entre ellos estaban la distracción que suponía de la remilitarización alemana; la prevención de la expansión del comunismo a Europa Occidental; la creación de un estado amigo de Alemania para perturbar a Gran Bretaña y Francia; y las posibilidades de expansión económica. Aunque la ofensiva sobre Madrid fue abandonada en marzo de 1937, una serie de ataques sobre zonas más débiles controladas por los republicanos fue apoyada por Alemania; a pesar de prolongar la Guerra Civil, ayudaría a distraer a las otras potencias occidentales de las ambiciones de Hitler en Europa Central. La ofensiva sobre Vizcaya, un centro minero e industrial, ayudaría a alimentar la industria alemana. El 27 de junio de 1937, Hitler (en un discurso en Würzburg) declaró que apoyaba a Franco para conseguir el control del mineral español.
Las discusiones sobre los objetivos de la intervención alemana tuvieron lugar en enero de 1937. Alemania quería evitar que se desencadenara una guerra en toda Europa, lo que en aquel momento creía que se conseguiría comprometiendo más recursos en España. Los funcionarios alemanes tenían opiniones contradictorias: Ernst von Weizsäcker sugirió que era simplemente una cuestión de retirada elegante; Hermann Göring declaró que Alemania nunca reconocería una "España roja". Se acordó una decisión conjunta italo-alemana, según la cual los últimos envíos se harían a principios de febrero. La ayuda alemana evitaría así una derrota nacionalista con un mínimo de compromiso.
La participación en la guerra civil española había acercado a Mussolini a Hitler, ayudando a conseguir el acuerdo de Mussolini para los planes de Hitler de unión (Anschluss) con Austria. El gobierno autoritario católico y antinazi del Vaterländische Front de la Austria autónoma se había opuesto con éxito al ascenso del fascismo, y tras el asesinato del canciller autoritario de Austria, Engelbert Dollfuss en 1934, ya había invocado con éxito la ayuda militar italiana en caso de una invasión alemana. La necesidad de Hitler de evitar una invasión italiana se resolvió con las Eje Roma-Berlín, a mitad de la guerra civil española.
Alrededor de 5.000 alemanes y austriacos sirvieron en las Brigadas Internacionales, algunos de los cuales eran refugiados políticos. En comparación, hubo pocos voluntarios para el bando nacionalista (de cualquier país).

## Acuerdo de No Intervención

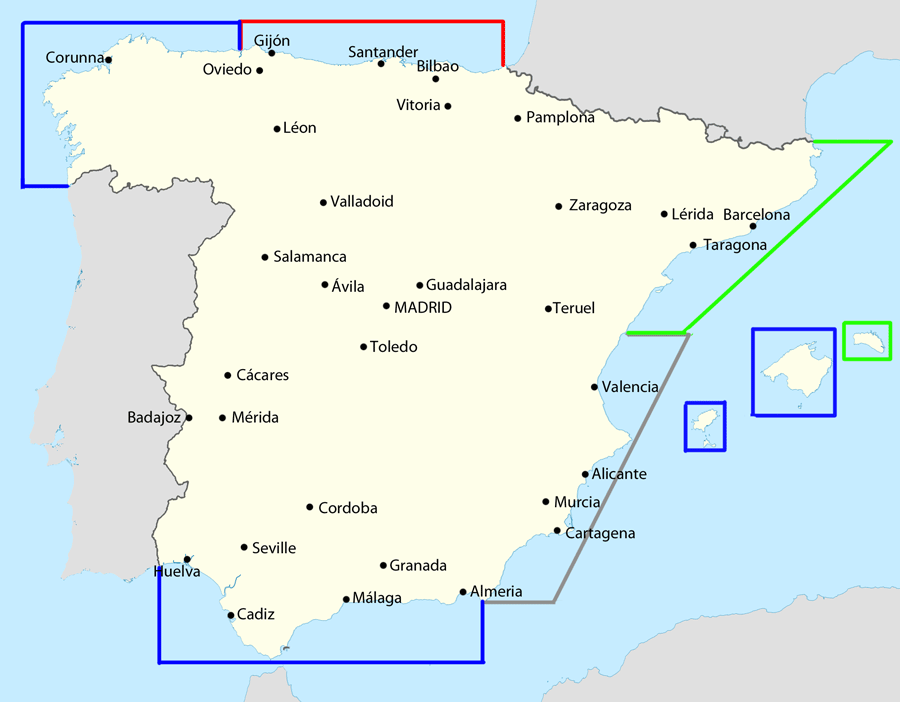
Zonas de control, en proceso de establecimiento. La zona alemana se muestra en gris.

La no intervención, y con ella el Acuerdo de No Intervención, había sido propuesta en una iniciativa diplomática conjunta de los gobiernos de Francia y el Reino Unido, con el fin de evitar que la guerra se convirtiera en un gran conflicto paneuropeo. El 4 de agosto de 1936, la no intervención fue planteada a la Alemania nazi por los franceses. La postura alemana fue que no era necesaria dicha declaración, pero que se podía discutir sobre la prevención de la extensión de la guerra al resto de Europa, siempre y cuando la URSS estuviera presente. En esa reunión se mencionó que Alemania ya estaba suministrando a los nacionalistas.
El 9 de agosto, los alemanes informaron a los británicos de que "no se había enviado ningún material de guerra desde Alemania y no se enviará ninguno", lo que era manifiestamente falso. Un avión Ju 52 alemán fue capturado al caer en territorio republicano. Su liberación sería necesaria antes de que Alemania firmara el Pacto de No Intervención. Cada vez se creía más que los países no acatarían el acuerdo de todas formas. El almirante Erich Raeder instó al gobierno alemán a respaldar a los nacionalistas más completamente, y llevar a Europa al borde de la guerra, o a abandonarlos. El día 24, Alemania firmó. Fue en este momento cuando se creó el Comité de No Intervención para mantener el acuerdo, pero el doble juego de la URSS y Alemania ya se había hecho evidente. Alemania rompió sistemáticamente el acuerdo que había firmado.

derecha
Hubiera sido mejor llamarlo Comité de Intervención, pues toda la actividad de sus miembros consistió en explicar u ocultar la participación de sus países en EspañaJoachim von Ribbentrop, en sus memorias.

Se creó el Comité de No Intervención para hacer cumplir el Acuerdo de No Intervención. Alemania estuvo representada por Joachim von Ribbentrop (con Otto Christian Archibald von Bismarck como adjunto) pero dejó la dirección al italiano Dino Grandi, aunque les resultó difícil trabajar con él. Quedó claro que el Acuerdo de No Intervención no impedía la ayuda alemana a los nacionales. El 18 de noviembre, el gobierno alemán reconoció a los nacionales como el verdadero gobierno de España. Alemania atendió la petición de prohibir los voluntarios el 7 de enero. El propio Hitler fue el autor de la declaración alemana. El malestar alemán sobre la escala, las limitaciones y los resultados de la intervención en España se mantuvo. Los diplomáticos alemanes hablaron como si sus hombres en España fueran auténticos voluntarios. Sin embargo, Gran Bretaña, Francia, Alemania, Italia y Rusia seguían creyendo que una guerra europea no era lo mejor para sus intereses.

### Plan de control
Se destinaron observadores a los puertos y fronteras españolas, y tanto Ribbentrop como Grandi fueron informados por sus gobiernos de que debían aceptar el plan, ya que se habían realizado importantes envíos. El coste del plan se cifró en 898.000 libras esterlinas, de las que Alemania pagaría el 16 por ciento. La delegación alemana parece haber esperado que el plan de control fuera eficaz.
En mayo, el Comité tomó nota de un ataque al acorazado de bolsillo alemán Deutschland. Alemania e Italia dijeron que se retirarían del Comité, y de las patrullas, a menos que se pudiera garantizar que no habría más ataques. A principios de junio se produjo el regreso de Alemania e Italia al comité y a las patrullas. En Alemania seguía siendo un delito mencionar las operaciones alemanas. Tras los ataques (atribuidos a los republicanos por Alemania, pero negados) al crucero alemán Leipzig el 15 y el 18 de junio, Alemania e Italia volvieron a retirarse de las patrullas, pero no del Comité. Las discusiones sobre las patrullas siguieron siendo complicadas. Gran Bretaña y Francia se ofrecieron a sustituir a Alemania e Italia en las patrullas de sus secciones, pero estas últimas potencias creían que estas patrullas serían demasiado parciales.

## Intervención temprana

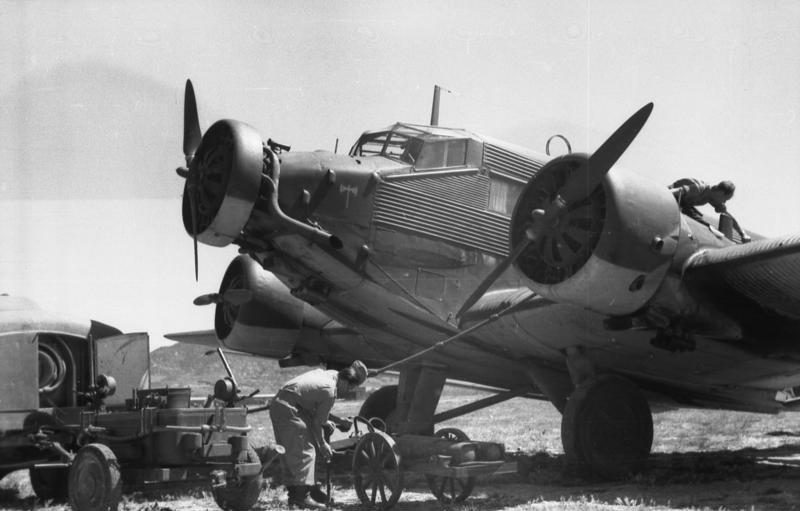
Avión de transporte Ju 52 en Creta en 1943.

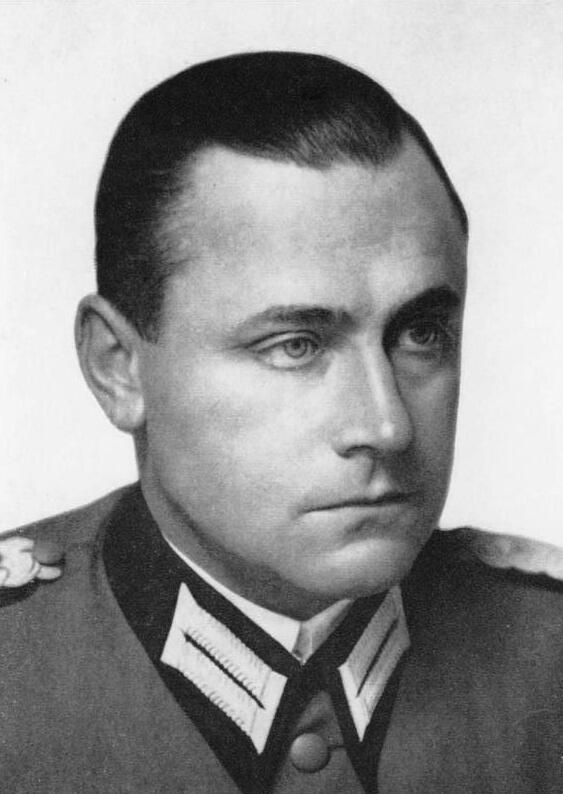
Walter Warlimont

Tras el golpe militar en España al comienzo de la Guerra Civil, la Segunda República Española buscó el apoyo de la Unión Soviética y Francia, y los nacionalistas solicitaron el apoyo de la Alemania nazi y de la Italia fascista. El primer intento de conseguir la aviación alemana se realizó el 22 de julio de 1936, con una solicitud de 10 aviones de transporte. Franco se puso en contacto directamente con Hitler. Los ministros alemanes estaban divididos sobre si apoyar a los nacionalistas, y posiblemente verse envueltos en una guerra europea como resultado. Finalmente, Hitler decidió apoyar a los nacionalistas el 25 o 26 de julio, pero seguía siendo cauteloso a la hora de provocar una guerra en toda Europa.
El Ministerio de Transportes Aéreos del Reich llegó a la conclusión de que las fuerzas nacionalistas necesitarían al menos 20 Ju 52, pilotados por Deutsche Luft Hansa, para transportar al Ejército de África desde el Marruecos español hasta España. Esta misión se conoció como Operación Fuego Mágico (en alemán: Feuerzauber). Se crearon la Sociedad Hispano-Marroquí de Transportes (HISMA) y una empresa totalmente alemana, la Compañía de Compras de Materias Primas y Bienes (en alemán: Rohstoffe-und-Waren-Einkaufsgesellschaft, ROWAK). Esta participación se mantuvo encubierta, oculta a los ministerios de Asuntos Exteriores y de Economía, y se financió con tres millones de Reichsmark.
La organización y el reclutamiento de los voluntarios alemanes también se mantuvo en secreto; el 27 de julio ya se había hecho la convocatoria de pilotos en las principales ciudades alemanas. El primer contingente de 86 hombres partió el 1 de agosto vestido de civil, sin saber a dónde iba. Iban acompañados con seis biplanos de combate, cañones antiaéreos y unas 100 toneladas de otros suministros. Se situaron en el aeródromo de Tablada, cerca de Sevilla, y acompañados por el transporte aéreo alemán, iniciaron el puente aéreo de las tropas franquistas hacia España.
La participación de Alemania creció en septiembre para abarcar las otras ramas de la Wehrmacht; la Operación Fuego Mágico pasó a llamarse Operación Guido en noviembre. Una creencia generalizada era que los soldados entrenarían a los nacionalistas españoles, y no se enfrentarían a los republicanos. En agosto, 155 toneladas de bombas fueron transferidas desde Alemania a través de Portugal. Se proporcionó otra ayuda militar. El jefe de la Kriegsmarine' se negó inicialmente a proporcionar submarinos, pero esto cambió después del 24 de octubre, al firmarse el Eje Roma-Berlín, cuando quedó claro que la Italia de Mussolini haría lo mismo. La Kriegsmarine también proporcionó varios buques de superficie y coordinó el movimiento de los suministros alemanes a España. Los U-boat alemanes fueron enviados a aguas españolas bajo el nombre en clave Ursula.
En las dos semanas siguientes al 27 de julio, los transportes alemanes trasladaron a España cerca de 2.500 efectivos del Ejército de África; 1.500 entre el 29 de julio y el 5 de agosto. Los aviones de transporte se trasladaron a España desde Alemania a través de San Remo en Italia. Los aviones alemanes siguieron dando cobertura a los movimientos de los barcos en el Estrecho de Gibraltar. Hubo escasez de combustible, pero ésta se alivió a medida que llegaba más combustible desde Alemania.
Para el 11 de octubre, el final oficial de la misión, 13.500 soldados, 127 ametralladoras y 36 cañones de campaña habían sido llevados a España desde Marruecos. Durante este periodo hubo un movimiento de misiones de entrenamiento y suministro de combate abierto. El jefe de la operación, Alexander von Scheele, fue sustituido por Walter Warlimont, y fue trasladado al cuartel general de Franco para coordinar los esfuerzos militares y diplomáticos. En septiembre se habían desembarcado en España 86 toneladas de bombas, 40 tanques Panzer PzKpfw I y 122 efectivos; se acompañaron con 108 aviones en el periodo julio-octubre, repartidos entre aviones para la propia facción nacionalista y aviones para los voluntarios alemanes en España.
Las tripulaciones aéreas alemanas apoyaron el avance nacionalista sobre Madrid, y el exitoso alivio del sitio del Alcázar. Finalmente, esta fase del Sitio de Madrid no tuvo éxito. El apoyo aéreo soviético a los republicanos era cada vez mayor, especialmente a través del suministro de aviones Polikarpov. Warlimont hizo un llamamiento a la Alemania nazi para que aumentara su apoyo. Algunas figuras nazis, entre ellas Göring, se opusieron, pero tras el reconocimiento alemán del gobierno de Franco el 30 de septiembre, los esfuerzos alemanes en España se reorganizaron y ampliaron.
La estructura de mando existente fue sustituida por la Winterübung Rügen, y las unidades militares que ya estaban en España se constituyeron en una nueva legión, que se llamó brevemente Raciones de Hierro (en alemán: Eiserne Rationen) y Legión de Hierro (en alemán: Eiserne Legion) antes de que Göring la rebautizara como Legión Cóndor (en alemán: Legion Condor). El primer encargado alemán ante el gobierno de Franco, el general Wilhelm von Faupel, llegó en noviembre, pero se le dijo que no interfiriera en los asuntos militares. A mediados de noviembre, habían llegado a España 20 cargamentos alemanes con suministros como municiones, combustible de aviación, fusiles, granadas, equipos de radio y vehículos civiles y militares.
Göring (que controlaba Rheinmetall-Borsig) suministró armas a los republicanos; enviadas a Grecia supuestamente para su uso, las armas fueron transferidas por Bodosakis a barcos que supuestamente navegaban hacia México. También suministraba a los nacionalistas, que recibían las mejores y más recientes armas, mientras que los republicanos recibían las más antiguas y menos útiles. Este suministro alcanzó su punto máximo en 1937-38. Los nacionalistas identificaron 18 barcos a puertos republicanos entre el 3 de enero de 1937 y el 11 de mayo de 1938, y estimaron que Goering recibió el equivalente a una libra esterlina por fusil. Un envío anterior desde Hamburgo a Alicante el 1 de octubre de 1936 por el barco galés Bramhill tenía 19.000 rifles, 101 ametralladoras y más de 20 millones de cartuchos para la milicia de la CNT en Barcelona. La Alemania nazi también ayudó a la guerra de propaganda con el regalo de un transmisor Telefunken para el recién creado servicio nacional de radio.

## Legión Cóndor
La Legión Cóndor, tras su creación, estaba formada por el Grupo de Batalla 88, con tres escuadrones de bombarderos Ju 52 y el Grupo de Caza 88 con tres escuadrones de cazas Heinkel He 51, el Grupo de Reconocimiento 88  (complementado por el Grupo Antiaéreo 88, y el Grupo de Inteligencia Naval 88. El mando general fue otorgado a Hugo Sperrle, con Alexander Holle como jefe de personal. Scheele fue trasladado para convertirse en agregado militar en Salamanca. Dos unidades blindadas bajo el mando de Wilhelm Ritter von Thoma, con 106 Panzer I, también estaban operativas.
Los nacionales contaron con el apoyo de unidades y equipos alemanes e italianos durante la Batalla de Madrid. Sin embargo, dada la situación militar desfavorable para los nacionales, la aviación alemana e italiana (bajo la dirección de Franco) comenzaron a bombardear la ciudad en su conjunto. Los alemanes estaban muy interesados en observar los efectos de los bombardeos civiles y el incendio deliberado de la ciudad. Las ofensivas con aviones alemanes, así como los bombardeos, no tuvieron éxito. La creciente superioridad aérea republicana se hizo patente, especialmente la fuerza de los aviones soviéticos Polikarpov I-15 y I-16.<ref="westwell24"/> El historiador Hugh Thomas describió su armamento como "primitivo".
Faupel, en noviembre-diciembre, instó a la creación de una única unidad alemana de 15.000-30.000, creyendo que sería suficiente para cambiar el rumbo de la guerra hacia los nacionales. Hans-Heinrich Dieckhoff argumentó que esto sería insuficiente, y que medidas mayores podrían provocar la ira de los españoles. Entre finales de 1936 y principios de 1937, se enviaron nuevos aviones a la Legión Cóndor. Las aeronaves más antiguas se pasaron a los nacionales. A finales de 1936, había 7.000 alemanes en España. Los británicos estimaron que entre enero de 1937 y agosto de 1938, 320.000 rifles y 550.000 revólveres fueron transferidos a los nacionales desde Alemania.
Las fuerzas alemanas también operaron en la batalla del Jarama, que comenzó con una ofensiva nacionalista el 6 de febrero de 1937. Contó con fuerzas terrestres suministradas por Alemania, incluyendo dos baterías de ametralladoras, una división de tanques y los cañones antiaéreos de la Legión Cóndor. El bombardeo de la aviación republicana y nacional ayudó a asegurar un empate. Puso de manifiesto la insuficiencia de la aviación de la Legión, frente a los superiores cazas de fabricación soviética. Los esfuerzos de la Legión sólo mitigaron en parte lo que fue una importante derrota de los nacionalistas en la Batalla de Guadalajara durante el mes de marzo.
En enero de 1937 se había creado un general conjunto italo-alemán para asesorar a Franco en la planificación de la guerra. La derrota de una fuerza italiana importante y la creciente superioridad soviética en tanques y aviones llevaron a los alemanes a apoyar un plan para abandonar la ofensiva sobre Madrid y concentrar en su lugar una serie de ataques sobre las zonas más débiles controladas por los republicanos.

### La Campaña de Vizcaya
La zona aislada de Vizcaya, una parte predominantemente vasca del norte de España, fue el objetivo más inmediato, en lo que se denominó la Guerra del Norte. Fue en gran medida una ofensiva nacionalista e italiana, pero contó con el apoyo de una Legión Cóndor en constante reequipamiento. Sperrle permaneció en Salamanca; Wolfram von Richthofen sustituyó a Holle en enero como adjunto y en el mando real. La fuerza aérea de la Legión atacó inicialmente las localidades de Ochandiano y Durango.
Durango no tenía defensa antiaérea, y sólo otras defensas menores. Según los vascos, el 31 de marzo murieron 250 civiles, entre ellos el cura, las monjas y los fieles de una iglesia. Los alemanes, con sus ataques aéreos, eran odiados. Las fuerzas terrestres vascas se encontraban en plena retirada hacia Bilbao, a través de la localidad de Guernica, que fue atacada el 26 de abril en uno de los acontecimientos más controvertidos de la guerra civil española. En la Operación Rügen, oleadas de aviones bombardearon y ametrallaron objetivos en la localidad. El número de víctimas es motivo de controversia, ya que entre 200 y 300 personas murieron; el número de muertos reportado por los vascos fue de 1.654 muertos y 889 heridos.
Los nacionalistas propusieron varias explicaciones, entre ellas culpar del ataque a los republicanos, que el ataque a la ciudad había sido una ofensiva prolongada. Sin embargo, la naturaleza de la propia operación hace que esto parezca poco probable. La ofensiva sobre Bilbao, cuando finalmente se produjo el 11 de julio, contó con el apoyo de unidades terrestres de la Legión Cóndor, y con amplias operaciones aéreas. Demostró la valía de la Legión Cóndor para la causa nacionalista.

### Otras campañas

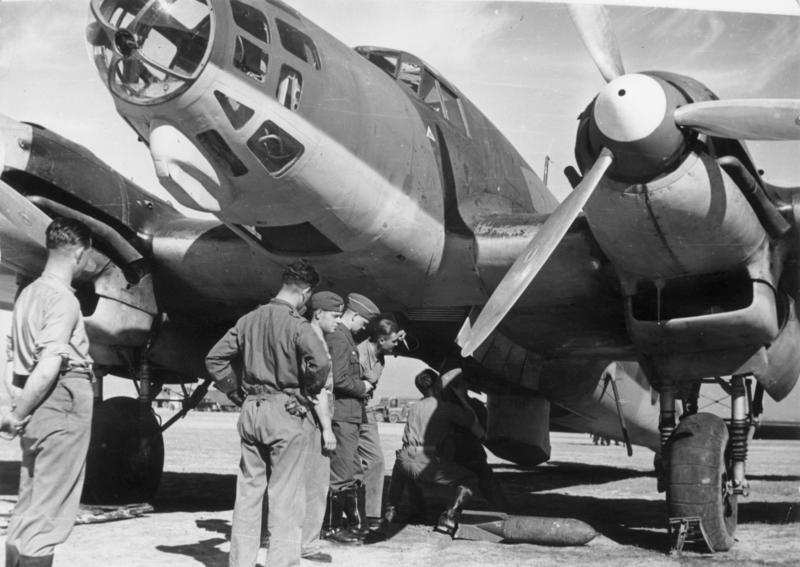
A German Heinkel He 111E medium bomber of the Condor Legion.

La Legión Cóndor también participó en la batalla de Brunete.<ref="westwell33"/> La Legión fue enviada desde el norte para reforzar la línea rota. Se produjeron repetidos asaltos a los vehículos blindados del Ejército Republicano y posteriormente a las posiciones defensivas tanto por parte de los bombarderos como de los cazas con base en Salamanca. Los aviones de la Fuerza Aérea Republicana Española fueron ineficaces, a pesar de los temores de los nacionalistas, en comparación con los aviones alemanes. La Legión perdió ocho aviones, pero consiguió 18 victorias. Las tácticas alemanas también mejoraron con la experiencia de Brunete, especialmente el uso en masa de los tanques por parte de los nacionales.
Los nacionales volvieron a centrarse en la toma del norte de España. Los aviones de prueba alemanes, con los últimos modelos, se enfrentaron a una anticuada sección vasca (Escuadrilla vasca) de la Fuerza Aérea Republicana Española. Un fuerte bombardeo aéreo de 200 aviones nacionalistas, alemanes e italianos fue utilizado muy por detrás de las líneas vascas en agosto de 1937, lo que llevó a la caída de Santander tras la Batalla de Santander el 1 de septiembre. La batalla formal en Asturias terminó con la caída de Gijón el 21 de octubre. Inmediatamente Alemania comenzó a enviar los productos de la industria de la región de vuelta a Alemania. Sperrle discutió repetidamente con Faupel, y contra el monopolio de HISMA. Faupel fue sustituido por Eberhard von Stohrer por Franco, a través de Sperrle. Sperrle también regresó a Alemania y fue sustituido por Helmuth Volkmann; tras los desacuerdos con Volkmann, Von Richthofen sería sustituido por Hermann Plocher a principios de 1938.
La Legión Cóndor inició una semana de ataques contra los aeródromos republicanos, detenidos por el avance republicano sobre Teruel y la consiguiente batalla de Teruel. Se utilizaron tanto las fuerzas terrestres como aéreas de la Legión. El mal tiempo provocó pocos vuelos y la ciudad cayó en manos de las fuerzas republicanas el 6 de enero. Durante la contraofensiva de los nacionales por el valle del Alfambra se lanzaron hasta 100 salidas diarias. Teruel fue retomado el 22 de febrero. La continua ofensiva nacionalista sobre Aragón en abril-junio de 1937, incluyendo la batalla de Belchite, implicó bombardeos y el uso de las fuerzas terrestres de la Legión.
La Legión pasó a concentrarse en el norte, hacia el río Segre, antes de volver a desplazarse hacia el sur tras los éxitos de los nacionalistas. Las palabras de Hitler a sus colegas evidenciaban un cambio de actitud sobre la guerra en Alemania: que no era deseable una victoria rápida en la guerra, sino que sería preferible una mera continuación de la misma. La política alemana consistiría en evitar una derrota republicana. Sin embargo, las bajas empezaban a aumentar para la Legión y, combinado con un resurgimiento de la actividad aérea republicana, el avance nacionalista se estancó. Las discusiones sobre la factura a los alemanes - que ahora ascendía a 10 millones de Reichsmark al mes continuaban, sin resolverse. El material de la Legión se había agotado.
Los días 24 y 25 de julio, las fuerzas republicanas lanzaron la última gran ofensiva de la guerra, la batalla del Ebro. Las unidades de reconocimiento de la Legión Cóndor se habían percatado de una acumulación de tropas, y avisaron a las fuerzas nacionalistas. La advertencia fue desatendida. Aunque la República ganó terreno, las fuerzas republicanas no consiguieron hacerse con el control de Gandesa, y las 422 salidas de la Legión tuvieron un efecto considerable. Sin embargo, las tensiones en Checoslovaquia y la escasez de pilotos en Alemania provocaron el regreso de 250 pilotos de la Legión. Aunque los españoles entrenados compensaron parte del déficit, Volkmann se quejó al mando central en Berlín, lo que llevó a su retirada en septiembre.
Durante la batalla, en la que se libraron 113 días de combates, sólo se perdieron 10 aviones (algunos por accidente); la Legión reclamó unos 100 aviones republicanos. Sólo murieron cinco tripulantes y fueron capturados seis. La ayuda de Alemania se detuvo temporalmente a mediados de septiembre. Alemania y la España nacionalista resolvieron la cuestión de los intereses alemanes en las minas españolas.
La Legión se tomó un breve descanso del servicio activo para recibir nuevos aviones, incluyendo Bf 109Es, He 111Es y Js, y Hs 126As, con lo que sus efectivos ascendieron a 96 aviones, alrededor de una quinta parte de la fuerza de los nacionales en su conjunto. Von Richthofen regresó a España al mando general, con Hans Seidemann como jefe de Estado Mayor. Este refuerzo puede haber sido la intervención más importante de un bando extranjero en la guerra, al permitir un contraataque tras la batalla del Ebro. Participó principalmente en operaciones contra la fuerza aérea republicana restante durante enero-febrero de 1939, con un éxito considerable. Se disolvió rápidamente. Los hombres regresaron el 26 de mayo; los mejores aviones fueron devueltos a Alemania y el resto del equipo fue comprado por el nuevo régimen español.
La Legión Cóndor afirmó haber destruido 320 aviones republicanos mediante combatir en el aire y haber derribado otros 52 utilizando cañones antiaéreos. También afirmaron haber destruido 60 barcos. Perdieron 72 aviones por acciones hostiles y otros 160 por accidentes.

## Operaciones marítimas

### Legión Cóndor
La Staffel de reconocimiento marítimo 88 (en alemán: Aufklärungsstaffel Ver 88) era la unidad marítima de la Legión Cóndor bajo el mando de Karl Heinz Wolff. Operando independientemente de la división terrestre, actuaba contra la navegación republicana, los puertos, las comunicaciones costeras y, ocasionalmente, contra objetivos interiores como los puentes. Utilizaba hidroaviones, empezando por el Heinkel He 60, que comenzó a operar en octubre de 1936. A partir de junio, las operaciones se ampliaron para permitir ataques a todos los puertos republicanos, siempre que no hubiera barcos británicos. Se atacaron diez barcos en la segunda mitad de 1937; sin embargo, los torpedos noruegos que se utilizaban resultaron ineficaces, y en su lugar se recurrió al ametrallamiento o al bombardeo de objetivos.
Con la llegada de Martin Harlinghausen se ampliaron las operaciones, apuntando a Alicante, Almería, Barcelona y Cartagena. A medida que la actividad naval disminuía, los objetivos en el interior se hacían más numerosos y comenzaban las misiones nocturnas. Las actividades de apoyo a las fuerzas terrestres se convirtieron en el principal objetivo de la unidad hasta el final de las hostilidades. En total, once hombres murieron en acción y otros cinco por accidente o enfermedad.

### Kriegsmarine
La Kriegsmarine formaba parte de la fuerza que hacía cumplir el acuerdo de no intervención firmado el 28 de septiembre de 1936, que prohibía a los países firmantes de interferir en la Guerra Civil. Sin embargo, los acorazados de bolsillo alemanes Deutschland y Almirante Scheer montaron guardia en el Estrecho de Gibraltar para evitar la interferencia de los barcos republicanos mientras Franco transportaba sus tropas a la península. A mediados de octubre, el Grupo Alemán del Mar del Norte alrededor de España estaba formado por los acorazados de bolsillo Deutschland y Admiral Scheer, el crucero ligero Köln, y cuatro torpederos. Rápidamente descubrieron pruebas de que la Unión Soviética estaba suministrando a los republicanos. También ayudaron a los aviones destinados a la Legión Cóndor a cruzar el Mediterráneo y asistieron en la batalla de Málaga.
El 29 de mayo, Deutschland fue atacado por dos aviones republicanos. Se alegó que sus pilotos soviéticos lo habían confundido con el buque nacionalista Canarias, o bien habían sido disparados por él. Murieron 32 marineros, la mayor pérdida de vidas de la Kriegsmarine en la guerra. Después de un ataque de represalia sobre Almería (Valencia había sido el objetivo original, pero los campos de minas suponían un problema demasiado grande), Alemania estuvo a punto de retirarse del acuerdo, pero prevalecieron los esfuerzos diplomáticos británicos para que Alemania siguiera patrullando.
Después de que los alemanes afirmaran que el Leipzig había sido atacado por un submarino no identificado frente a Orán, se retiró formalmente de las patrullas internacionales para hacer cumplir el acuerdo. El ministro de defensa republicano Indalecio Prieto consideró una declaración de guerra a Alemania, pero el miedo soviético a una guerra mundial lo impidió.

### Operación Úrsula
La Operación Úrsula (llamada así en honor a la hija mayor de Karl Dönitz) vio a un grupo de submarinos alemanes activos en torno a las aguas cercanas a España contra la Armada Republicana, bajo el mando general de Hermann Boehm (Konteradmiral desde 1934, y Vizeadmiral desde el 1 de abril de 1937) en Berlín. Comenzó el 20 de noviembre de 1936, con el movimiento de los buques U-33 y U-34 de Wilhelmshaven. Cualquier marca de identificación fue ocultada, y toda la misión se mantuvo en secreto.
Entraron en el Mediterráneo en la noche del 27 al 28 de noviembre, relevando a las patrullas de submarinos italianos. En caso de sufrir daños, debían navegar hasta La Maddelena, y entrar bajo una enseña italiana. El U-33 operaba alrededor de Alicante, y el U-34 alrededor de Cartagena. Las dificultades para identificar objetivos legítimos y la preocupación por ser descubiertos limitaron sus operaciones. Los torpedos que utilizaban también solían funcionar mal. Durante su regreso a Wilhelmshaven en diciembre, el submarino republicano español C-3 fue hundido por un torpedo del U-34. El gobierno republicano asumió que el C-3 había sido hundido por un submarino, pero la investigación oficial de la marina concluyó posteriormente que su pérdida se debió a una explosión interna. Su regreso marcó el fin oficial de la Operación Úrsula. Sin embargo, parece que se enviaron más submarinos a mediados de 1937, pero no se conocen los detalles de la operación; se cree que participaron seis (U-25, U-26, U-27, U-28, U-31 y U-35). Cinco comandantes de submarinos recibieron la Cruz Española de Bronce sin Espadas en 1939.

## Resultado
La intervención temprana ayudó a garantizar que la facción nacionalista sobreviviera a las etapas iniciales de la guerra; la participación alemana se amplió entonces de forma constante. El entrenamiento que proporcionaron a la fuerza nacional demostró ser tan valioso, si no más, que las acciones directas. Aproximadamente 56.000 soldados nacionalistas fueron entrenados por varios destacamentos alemanes en España, que eran técnicamente competentes; éstos abarcaban la infantería, los tanques y las unidades antitanque, las fuerzas aéreas y antiaéreas, y los entrenados en la guerra naval.
La Legión Cóndor fue la punta de lanza de muchas victorias nacionales, en particular proporcionando el dominio del aire a partir de 1937; se reivindicaron 300 victorias aire-aire, aunque esta cifra se vio empequeñecida por unas 900 reivindicadas por las fuerzas italianas. España proporcionó un campo de pruebas para las tácticas de los tanques alemanes, así como para las tácticas de la aviación, siendo estas últimas sólo moderadamente exitosas. La superioridad aérea que permitió a ciertas partes de la Legión sobresalir se repetiría en el primer año de la Segunda Guerra Mundial, hasta que finalmente no se impuso en la Batalla de Inglaterra.
Un total de aproximadamente 16.000 ciudadanos alemanes lucharon en la Guerra Civil, principalmente como pilotos, personal de tierra, artilleros, tripulación de tanques y como asesores e instructores militares. Unos 10.000 alemanes fue la fuerza máxima en un momento dado. Aproximadamente 300 alemanes murieron. En el transcurso de la guerra, Alemania envió 732 aviones de combate y 110 aviones de entrenamiento a España. La ayuda alemana a los nacionalistas ascendió a aproximadamente 43.000.000 de libras esterlinas (215.000.000 de dólares) a precios de 1939. Esta cifra se desglosó en el gasto en un 15,5 por ciento utilizado para salarios y gastos, 21,9 por ciento utilizado para la entrega directa de suministros a España, y 62,6 por ciento gastado en la Legión Cóndor. No se ha encontrado ninguna lista detallada de los suministros alemanes suministrados a España. Franco también había acordado ceder la producción de seis minas para ayudar a pagar la ayuda alemana.

### Papeles políticos
Algunos nazis estaban decepcionados con la resistencia de Franco a instalar más fascismo. El historiador James S. Corum afirma:

Como ardiente nazi, [el embajador Wilhelm] Faupel no gustaba del catolicismo ni de las clases altas españolas, y animó a los miembros extremistas de la clase obrera de la Falange a construir un partido fascista. Faupel dedicó largas audiencias con Franco para convencerle de la necesidad de remodelar la Falange a imagen del Partido Nazi. La injerencia de Faupel en la política interna española iba en contra de la política de Franco de construir una coalición nacionalista de empresarios, monárquicos y católicos conservadores, además de falangistas.

Historian Robert H. Whealey provides more detail:

Mientras que la cruzada de Franco era una contrarrevolución, el arrogante Faupel asociaba la Falange con las doctrinas "revolucionarias" del nacionalsocialismo. Pretendía ofrecer a los pobres de España una alternativa al "marxismo-leninismo internacionalista judío".... Los alfonsistas y carlistas anticuados que rodeaban a Franco veían a los falangistas como alborotadores sin clase

De 1937 a 1948, el régimen de Franco fue un híbrido, ya que Franco fusionó los partidos nacional-sindicalistas Falange -un partido político fascista fundado por José Antonio Primo de Rivera, ideológicamente incompatibles-, y los partidos monárquicos carlista bajo su gobierno, denominado Falange Española Tradicionalista y de las Juntas de Ofensiva Nacional-Sindicalista (FET y de las JONS), que se convirtió en el único partido legal en 1939. A diferencia de otros movimientos fascistas, los falangistas habían desarrollado un programa oficial en 1934, los "Veintisiete Puntos".
En 1937, Franco asumió como doctrina tentativa de su régimen 26 de los 27 puntos originales. Franco se nombró a sí mismo jefe nacional de la nueva FET (Falange Española Tradicionalista;) con un secretario, una Junta Política y un Consejo Nacional, que serían nombrado posteriormente por él mismo. El 24 de abril de ese mismo año, el saludo con el brazo en alto de la Falange se convirtió en el saludo oficial del régimen nacionalista. Para 1939 predominaba fuertemente el estilo personalista, con invocaciones rituales de "Franco, Franco, Franco". El himno de los falangistas, Cara al Sol, se convirtió en el himno del régimen liderado por Franco.

### Remordimientos
Albert Speer escribió en su diario personal como tiempo después, en 1943, Hitler sentía profundos remordimientos por ayudar a Franco en vez de a la Segunda República, comentando que tanto los nacionalsocialistas alemanes como los comunistas españoles compartían el mismo idealismo (de origen hegeliano), pudiendo haber convertido a la Segunda República al nacionalsocialismo, y que si tuviese la oportunidad de empezar de nuevo, hubiese apoyado al bando republicano.